# Halidzor
Halidzor (in armeno Հալիձոր) è un comune di 707 abitanti (2010) della Provincia di Syunik in Armenia.

## Infrastrutture e trasporti

### Funivie
Nei pressi del villaggio è situata una delle due stazioni della funivia di Tatev, la funivia aerea bifune più lunga del mondo, aperta nel 2010.